# Missouri River Runner (Amtrak)
A Missouri River Runner egy vasúti járat az Amerikai Egyesült Államokban. Az Amtrak üzemelteti.
A legutolsó pénzügyi évben összesen 154 417 (2019) utas utazott a járaton, naponta átlagosan 396 (2019) utasa volt. Kansas City (Missouri állam) és St. Louis (Missouri állam) között közlekedik, a 455 kilométert 10 megállással 5 óra 40 perc alatt teszi meg. A két város között napi két pár járat közlekedik.

## Járművek
A Missouri River Runner járat általában az alábbi összeállításban szokott közlekedni:
- Egy GE Genesis P42DC mozdony
- Három Horizon Fleet személykocsi
- Egy Horizon Fleet cafe/business kocsi

## Utasszám
Az utasforgalom az elmúlt években az alábbi módon változott:
| 2019 | 154 417 |
| 2021 | 77 179  |